# Balantidium coli
Balantidium coli és el protozou paràsit més gran dels humans, amb una mida molt superior a la que generalment presenten els protozous, ja que aquesta es troba al voltant dels 15 µm. Es podria considerar que Balantidium coli es troba al límit del visible fisiològicament.
La forma infectiva és el quist de doble coberta de forma esfèrica o subesfèrica i sense cilis.
El trofozoit és ciliat. Amb macro i micronucli, citòstoma, citoprocte i vacuoles.
El cicle és monoxè. Comença amb la ingestió del quist (fruites i verdures mal rentades o aigua contaminada), que, en arribar a l'intestí prim allibera els trofozoits que colonitzaran l'intestí groixut de l'animal (domèstic generalment) o l'home. El trofozoit s'hi reprodueix per divisió binària i pot tornar a enquistar-se i sortir amb la femta i reprendre el cicle.
La balantidiosi és una zoonosi no cosmopolita, de caràcter rural (vigilar el contacte amb els porcs, rosegadors i altres mamífers).

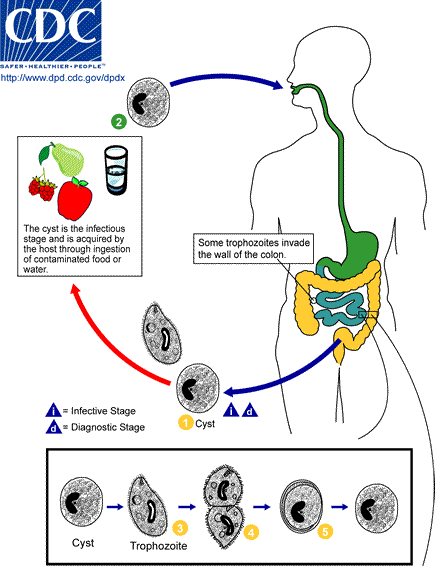
El cicle de vegetació del Balantidium coli